# Kalinga
Para la provincia filipina, véase Provincia de Kalinga.

Kalinga en el 265 a. C.

Kalinga es una región histórica de la India. Generalmente se define como la región costera oriental entre los ríos Ganges y Godavari, aunque sus límites han fluctuado según el territorio de sus gobernantes. El territorio central de Kalinga abarca actualmente todo Odisha y parte del norte de Andhra Pradesh. En su punto más extenso, la región de Kalinga también incluía partes de la actual Chhattisgarh, extendiéndose hasta Amarkantak en el oeste.En el período antiguo se extendía hasta la orilla del río Ganges.
Fue conquistada en el siglo IV a. C. por Majapadrma, el fundador de la dinastía Nanda. 
A mediados del siglo XI, la dinastía Ganga Oriental asumió el control de la zona. El templo del dios del sol en Konarak fue construido en el siglo XIII por Narasimha I. La dinastía se hundió cuando el sultán de Delhi invadió Kalinga desde el sur en 1324.

## Lista de reyes

### DinastíaChatría
- Iudistira (siglo VIII-VII a. C.).
- Parikshit
- Yanameyaia
- Shankaradeva
- Gautamadeva
- Majendradeva
- Ishtadeva (hacia el 600 a. C.).
- Sevakadeva
- Vashradeva
- Narasinhadeva
- Mankrishnadeva (Jansa).
- Bhoyadeva
- Vikramadija (hacia el 500 a. C.).
- Sakadija
- Karmayitadeva
- Hatkeshvaradeva
- Birbhuvanadeva (Tribhuvana).
- Nirmaladeva
- Bhimadeva (hacia el 400 a. C.).
- Subhanadeva
- Chandradeva(Indradeva) (hacia el 324 a. C.).
- a Magadha (hacia el 324-312 a. C.).

### Dinastía Tosala
- Varios reyes (312-226 a. C.).
- Magadha (hacia el 226-185 a. C.).

### Dinastía Chedi
- Maha Megavanavarman (hacia el 185-160 a. C.).
- Vakradeva o Kudela (hacia el 160-145 a. C.).
- Kharavela (hacia el 145-120 a. C.).
- Vadukha (hacia el 120 a. C.).

### Dinastía Satavahana
- Gotamiputra Satakarni (hacia el 100 a. C.).
- desconocidos (desde el 100 a. C. hasta el 200 d. C.).
- Yajnasri Satakarni (hacia el 202).

### Dinastía Murunda
- Rajadhiraja Dharmadamadhara (hacia el 202).
- Ganabhadra
- desconocido
- Guja (hacia el 300).

### Dinastía Naga
- Satrubhansha (hacia el 300).
- Imperio gupta (hacia el 350-390).

### Dinastía Mathara
- Umavarman (hacia el 390-395).
- Sankaravarman (hacia el 395-400).
- Shaktivarman (hacia el 400- 420).
- Anantasaktivarman (hacia el 420-450).
- Chandravarman (hacia el 450).
- Prabha Yana Varman
- Nanda Prabha Yana Varman (hacia el 498).

### DinastíaGanga Oriental
- Indravarman I (hacia el 498-535).
- Hastivarman Rajasinha (hacia el 535-550).
- Indravarman II (hacia el 550-590).
- Indravarman III (hacia el 590-625).
- Danarnava (hacia el 625).
- Indravarman IV (hacia el 625-650).
- Devendravarman I (hacia el 679).
- Anantavarman I (hacia el 700).
- Nanadavarman (hacia el 717).
- Devendravarman II (hacia el 747).
- Rajandravarman I (hacia el 760).
- Anantavarman II (hacia el 780-803).
- Devendravarman III (hacia el 803-809).
- Rajandravarman II (hacia el 809-840).
- Devendravarman IV (hacia el 840).
- Satyavarman (hacia el 847/849).
- Vashra Jasta I (hacia el 856).
- Madhu Kamarnava I
- Vashra Jasta II
- Devendravarman V
- Vira Simja
- Kamarnava I
- Danarnava
- Gunarnava I (posiblemente Gunamaharnava, rey en el año 869).
- Kamarnava II
- Ranarnava
- Vashra Jasta III (hacia el 869-913).
- Kamarnava III, no aparece en algunas fuentes.
- Gunarnava II, no aparece en algunas fuentes.
- Potankusha (hacia el 921-936), no aparece en algunas fuentes.
- Kaligalankusha (hacia el 936-946), no aparece en algunas fuentes.
- Gundama I (913-916 o 946-953).
- Kamarnava IV (916-951 o 953-978).
- Vinayaditya (951-981 o 978-980).
- Vashra Jasta IV (981-1016 o 980- 1015).
- Kamarnava V (1016 o 1015).
- Gundama II (1016-1019 o 1015-?).
- Madhu Kamarnava II (1019-1038).
- Vashra Jasta VI (1038-1070).
- Rash Rash Dev I (1070-1077 o 1078).
- Anandavarman Chodaganga (1077-1147 o 1078-1148).
- Anangabhimadeva I (hacia el 1148), no aparece en algunas fuentes.
- Kamarnava VI (1147-1158 o 1148-1157).
- Raghava (1158-1170 o 1157-1171).
- Rash Rash II (1170-1198 o 1171-1205).
- Rash Rash III (1198-1211 o 1205-1216).
- Anangabhimadeva III (1211-1238 o 1216-?).
- Narasimhadeva I (1238-1264).
- Bhanudeva I (1264-1278 o 1279).
- Narasimhadeva II (1278-1306 o 1279-?).
- Bhanudeva II (1306-1328).
- Narasimhadeva III (1328-1352).
- Bhanudeva III (1352-1378).
- Narasimhadeva IV (1378-1414).
- Bhanudeva IV (1414-1435).